# 渊泉镇
渊泉镇，是中华人民共和国甘肃省酒泉市瓜州县下辖的一个乡镇级行政单位。

## 行政区划
渊泉镇下辖以下地区：
邮电巷社区、福利巷社区、县府街社区、瓜州巷社区和北大桥社区。